# Giampietro Gonzaga
Giampietro Gonzaga (1469 – 18 novembre 1515) è stato un nobile italiano, consignore di Novellara e Bagnolo e, dal 1501, primo conte di Novellara (e poi anche di Bagnolo)..

## Biografia
Figlio di Francesco I Gonzaga-Novellara e Costanza Strozzi, nacque verso il 1469.
Nel 1490 venne investito dal duca di Ferrara Ercole I d'Este di alcune ville reggiane, escludendone di fatto i cugini Cristoforo, Marcantonio, Giacomo e Guido Novello, figli di Giorgio Gonzaga, che già erano stati tagliati fuori dall'eredità del feudo.
Giampietro Gonzaga si arruolò come ufficiale nell'esercito di Cesare Borgia, il duca Valentino, ma venne fatto prigioniero nell'assedio di Bracciano e liberato senza riscatto. Nel frattanto i cugini si erano ritirati nel feudo di Bagnolo e da qui avevano iniziato a tramare contro Giampietro. Contrario a dividere lo stato in due parti fu deferito dai parenti al tribunale di Mantova. Guido Novello riuscì a corrompere Giovanni Gonzaga con la promessa dei feudi di Novellara, Bagnolo e Vescovato e Giampietro fu così messo agli arresti.
Nel 1499 venne aiutato dal governatore del Ducato di Milano Chaumont a tornare in possesso dei suoi possedimenti; per tutelarsi dagli intrighi, chiese ed ottenne, il 7 luglio 1501, dall'imperatore Massimiliano d'Asburgo il titolo di conte. I parenti, per nulla scoraggiati, organizzarono una congiura contro di lui, ma un certo Giovanni Tosi svelò il piano al conte che arrestò oltre cinquanta persone. I cugini Marcantonio, Guido Novello e Cristoforo riuscirono tuttavia a riparare a Vescovato mentre degli arrestati solo sette vennero giustiziati. I cugini allora cercarono di mettere in cattiva luce Giampietro presso i francesi suoi alleati, ma in suo soccorso venne Chaumont che smascherò il piano. Marcantonio allora sfidò a Pavia in duello Giampietro, ma fu ancora il conte ad averla vinta. Cristoforo e Guido Novello si rivolsero allora ad Achille Torelli, conte di Guastalla, il quale attaccò ben volentieri il vicino stato novellarese con scorribande e razzie.
Nel 1507 vi fu lo scontro finale tra Achille e Giampietro, che, nonostante fosse rimasto quasi ucciso, vinse ancora una volta. Per cacciare i parenti insediatisi a Bagnolo, egli si rivolse al Papa Giulio II, le cui truppe avevano appena occupato Reggio. Il feudo ribelle venne messo all'asta dalla Camera Apostolica e Giampietro riuscì a riacquisirlo nel luglio 1510, facendo valere i suoi diritti e l'appoggio del re di Francia. Chiamato a processo a Roma per l'appoggio alla famiglia reggiana dei Bebbi, notoriamente avversa allo Stato della Chiesa, riuscì ad evitare la scomunica e la perdita del feudo di Cortenuova.
Morì al ritorno dalla città eterna a 46 anni.

## Discendenza
Giampietro sposò nel 1493 Caterina (testamento: 2 agosto 1530), figlia di Marsilio Torelli; ebbero dieci figli:
- Francesco (1494 - 1512)
- Alessandro I Gonzaga (1496 - 1530), conte di Novellara in condominio con i fratelli;
- Pirro (1499 - 1528), conte di Novellara in condominio con i fratelli; capitano dell'esercito imperiale;
- Giulio Cesare (1505 - 1550), conte di Novellara in condominio con i fratelli e con i nipoti; patriarca di Alessandria;
- Annibale (1507 - 1537), coerede della contea paterna, ma con investitura non confermata dall'imperatore Carlo V; ufficiale dell'esercito francese;
- Costanza (? - 1510);
- Isabella (c. 1498 - 1561), sposò nell'agosto 1516 il conte Camillo Pepoli, bolognese
- Giulia, sposò il conte Nicolò d'Arco;
- Camilla (1500-c. 1561), sposò il 7 agosto 1517 il conte Alessandro da Porto di Vicenza;
- Eleonora (c. 1513 - ?), sposò nel 1532 il conte Scipione Collalto.

## Ascendenza
|                     |   |                      | Genitori                |  |  | Nonni |  |  | Bisnonni         |  |  | Trisnonni        |  |
|                     |   |                      |                         |  |  |       |  |  | Guido II Gonzaga |  |  | Feltrino Gonzaga |  |
|                     |   |                      |                         |  |  |       |  |  | Guido II Gonzaga |  |  | Feltrino Gonzaga |  |
|                     |   | Antonia da Correggio |                         |  |  |       |  |  | Guido II Gonzaga |  |  |                  |  |
| Giacomo Gonzaga     |   |                      |                         |  |  |       |  |  | Guido II Gonzaga |  |  |                  |  |
|                     |   | Ginevra Malatesta    | Malatesta III Malatesta |  |  |       |  |  |                  |  |  |                  |  |
|                     |   | Ginevra Malatesta    | Malatesta III Malatesta |  |  |       |  |  |                  |  |  |                  |  |
|                     |   | Ginevra Malatesta    | Costanza Ondedei        |  |  |       |  |  |                  |  |  |                  |  |
| Francesco I Gonzaga |   | Ginevra Malatesta    |                         |  |  |       |  |  |                  |  |  |                  |  |
|                     |   | Marco I Pio          | Giberto I Pio           |  |  |       |  |  |                  |  |  |                  |  |
|                     |   | Marco I Pio          | Giberto I Pio           |  |  |       |  |  |                  |  |  |                  |  |
|                     |   | Marco I Pio          | Bianca Casati           |  |  |       |  |  |                  |  |  |                  |  |
| Ippolita Pio        |   | Marco I Pio          |                         |  |  |       |  |  |                  |  |  |                  |  |
|                     |   | Taddea Roberti       | …                       |  |  |       |  |  |                  |  |  |                  |  |
|                     |   | Taddea Roberti       | …                       |  |  |       |  |  |                  |  |  |                  |  |
|                     |   | Taddea Roberti       | …                       |  |  |       |  |  |                  |  |  |                  |  |
| Giampietro Gonzaga  |   | Taddea Roberti       |                         |  |  |       |  |  |                  |  |  |                  |  |
|                     | … | …                    |                         |  |  |       |  |  |                  |  |  |                  |  |
|                     | … | …                    |                         |  |  |       |  |  |                  |  |  |                  |  |
|                     | … | …                    |                         |  |  |       |  |  |                  |  |  |                  |  |
| …                   | … |                      |                         |  |  |       |  |  |                  |  |  |                  |  |
|                     |   | …                    | …                       |  |  |       |  |  |                  |  |  |                  |  |
|                     |   | …                    | …                       |  |  |       |  |  |                  |  |  |                  |  |
|                     |   | …                    | …                       |  |  |       |  |  |                  |  |  |                  |  |
| Costanza Strozzi    |   | …                    |                         |  |  |       |  |  |                  |  |  |                  |  |
|                     |   | …                    | …                       |  |  |       |  |  |                  |  |  |                  |  |
|                     |   | …                    | …                       |  |  |       |  |  |                  |  |  |                  |  |
|                     |   | …                    | …                       |  |  |       |  |  |                  |  |  |                  |  |
| …                   |   | …                    |                         |  |  |       |  |  |                  |  |  |                  |  |
|                     |   | …                    | …                       |  |  |       |  |  |                  |  |  |                  |  |
|                     |   | …                    | …                       |  |  |       |  |  |                  |  |  |                  |  |
|                     |   | …                    | …                       |  |  |       |  |  |                  |  |  |                  |  |
|                     |   | …                    |                         |  |  |       |  |  |                  |  |  |                  |  |